# 나의 가해자에게
《나의 가해자에게》는 2020년 11월 19일에 방영한 《KBS 드라마 스페셜 2020》 시리즈 중 세 번째 작품이다.

## 등장 인물

### 주요 인물
- 김대건 : 송진우(30세) 역
- 문유강 : 유성필(30세) 역
- 우다비 : 박희진(18세) 역
- 이연 : 이은서(18세) 역

### 그 외 인물
- 박윤영 : 유민(18세) 역
- 오일영 : 과거담임(45세) 역
- 2학년 3반 학생들

강수연, 곽예담, 권겸서, 권유진, 권리윤, 금효원, 김미영, 김민경, 김수연, 김수향, 김해름, 박채희, 왕혜정, 유수민, 이예닮, 이유빈, 조은진
- 과거 남학생들

강세혁, 김현승, 김도운, 이정현, 양민서
- 정상호 (진우 대역)

### 특별출연
- 한상진 : 수학교사(37세) 역
- 김재화 : 부장교사(42세) 역
- 류태호 : 교감(54세) 역